# Nicola Gioitta
Nicola Gioitta Iachino (Alcara Li Fusi, 14 maggio 1961 – Niscemi, 21 marzo 1990) è stato un gioielliere italiano ucciso dalla mafia per essersi rifiutato al pizzo.

## Biografia
Nato il 14 maggio 1961 ad Alcara Li Fusi (provincia di Messina), trascorre la sua vita tra Siracusa e in seguito Niscemi dove si stabilisce definitivamente. Qui nei primi mesi del 1990 apre una gioielleria in una delle vie principali del paese. L'attività diviene subito bersaglio delle cosche mafiose locali che non tardano a chiedere il pizzo al commerciante. Nicola si rifiuta di pagarlo più volte e allora i mafiosi iniziano a comminargli una serie di rapine.

## Assassinio
L'ennesima rapina avvenne il 21 marzo 1990, primo giorno di primavera, dove Nicola perse la vita a soli 28 anni, rimanendo ucciso per mano di due colpi di arma da fuoco. Uno di questi lo raggiunge dritto al cervello uccidendolo sul colpo. I suoi assassini poi lo sgozzarono per dare l'evidente segnale agli altri commercianti locali di pagare il pizzo.